# Ripiceni, Botoșani
Ripiceni este satul de reședință al comunei cu același nume din județul Botoșani, Moldova, România.